# Tamás Széchy
Tamás Széchy (Doboz, 27 maart 1931 - Boedapest, 13 september 2004) was een Hongaarse sporter en zwemcoach.
Onder de door hem gecoachte zwemmers waren meerdere succesvolle deelnemers aan de Olympische Spelen, zoals Sándor Wladár, József Szabó, Tamás Darnyi, Attila Czene) en ook de wereldkampioenen András Hargitay en Zoltán Verrasztó.

## Successen
De door Széchy gecoachte Hongaarse zwemmers behaalden 15 Olympische medailles in de periode 1972 tot 1996 (acht gouden, vier zilveren en drie bronzen).
Op acht Wereldkampioenschappen tussen 1973 en 1998 wonnen zijn zwemmers 21 medailles (12 gouden, drie zilveren, zes bronzen) terwijl ze 30 Europese kampioenschappen wonnen (16 gouden, acht zilveren, zes bronzen). In totaal had hij vijf Olympische gouden medaillewinnaars, vijf wereldkampioenen en vier wereldrecordhouders. Van de laatste groep hadden Darnyi (drie/200 Individual Medley/ wisselslag), drie/400 Individual Medley/wisselslag) en Rozsa (drie/100 schoolslag) negen wereldrecords. Hargitay en Verraszto vestigden ook elk een wereldrecord in de 400 Individual Medley (wisselslag).

## Levensloop
Széchy was van adellijke afkomst en ging naar school in Szeged. Aanvankelijk beoefende hij atletiek in Gyula, later gewichtheffen. Hij begon zijn coachingcarrière bij het sportzwembad op het Margaretha-eiland in Boedapest met Jenő Bakó.
In 1962 kwam hij in aanraking met zwemmen, toen hij aanvankelijk ging werken voor het nationale waterpoloteam. In 1970 studeerde hij af aan de nationale Hogeschool voor Lichamelijke Opvoeding als leraar en coach.
In het begin van de jaren zeventig werden door zijn zwemmers gestaag internationale successen behaald. De eerste Olympische gouden medaille was voor Sándor Wladár, tijdens de Olympische Spelen van 1980 in Moskou op de 200 meter rugslag. De echte succesreeks volgde eind jaren tachtig met zwemmers als Atilla Czene, Tamás Darnyi, Norbert Rózsa en József Szabó.
Hij vervolgde zijn coachingcarrière in 1976 met diverse functies in de Hongaarse zwemsport en werd bekend om zijn harde trainingsmethoden en de strenge discipline die hij de aan hem toevertrouwde sporters oplegde.
Vanaf 1977 was hij eerst de coach van de teams van Budapest Honvéd, daarna van Újpest Dózsa. Vervolgens werkte hij tussen 1991 en 1993 werkte hij als coach van de hoofdstedelijke politie. In 1993 werd Széchy verkozen tot vice-voorzitter van de Hongaarse nationale wembond. In 1987 sloeg hij een lucratief aanbod van een Amerikaanse uitgever af, die een boek met zijn trainingsprogramma's wilde publiceren.
Széchy stopte met coachen in 2000. Hij stierf thuis in 2004, een paar dagen na het succes van Dániel Gyurta in Athene.
Het in 2006 voltooide zwemcomplex op het Margaretha-eiland, met de volledige naam Hajós Alfréd Nemzeti Sportuszoda és Széchy Tamás Uszoda, is vernoemd naar hem en de voormalige zwemmer Alfréd Hajós. In Gyula is eveneens een sportzwembad naar hem vernoemd.